# Darren Mattocks
Darren Mattocks (Portmore, Jamaica, 2 de septiembre de 1990) es un futbolista jamaicano. Juega de delantero y milita en el Phoenix Rising FC de la USL Championship.

## Estadísticas
| Club                            | Temporada           | Liga | Liga | Copa Nacional | Copa Nacional | Copa Internacional | Copa Internacional | Total | Total |
| Club                            | Temporada           | PJ   | G    | PJ            | G             | PJ                 | G                  | PJ    | G     |
| ------------------------------- | ------------------- | ---- | ---- | ------------- | ------------- | ------------------ | ------------------ | ----- | ----- |
| Akron Zips Estados Unidos       | 2010                | 25   | 18   | -             | -             | -                  | -                  | 25    | 18    |
| Akron Zips Estados Unidos       | 2011                | 22   | 21   | -             | -             | -                  | -                  | 22    | 21    |
| Akron Zips Estados Unidos       | Total               | 47   | 39   | -             | -             | -                  | -                  | 47    | 39    |
| Vancouver Whitecaps · Canadá    | 2012                | 21   | 7    | 4             | 1             | -                  | -                  | 24    | 8     |
| Vancouver Whitecaps · Canadá    | 2013                | 20   | 3    | 4             | 0             | -                  | -                  | 24    | 3     |
| Vancouver Whitecaps · Canadá    | 2014                | 30   | 6    | 0             | 0             | -                  | -                  | 30    | 6     |
| Vancouver Whitecaps · Canadá    | 2015                | 22   | 3    | 6             | 1             | 3                  | 0                  | 31    | 3     |
| Vancouver Whitecaps · Canadá    | Total               | 93   | 19   | 14            | 2             | 3                  | 0                  | 109   | 20    |
| Portland Timbers Estados Unidos | 2016                | 19   | 1    | 2             | 0             | 0                  | 0                  | 21    | 1     |
| Portland Timbers Estados Unidos | 2017                | 24   | 4    | 2             | 0             | 0                  | 0                  | 26    | 4     |
| Portland Timbers Estados Unidos | Total               | 43   | 5    | 4             | 0             | 0                  | 0                  | 47    | 5     |
| DC United Estados Unidos        | 2018                | 20   | 9    | 0             | 0             | 0                  | 0                  | 20    | 9     |
| DC United Estados Unidos        | Total               | 20   | 9    | 0             | 0             | 0                  | 0                  | 20    | 9     |
| FC Cincinnati Estados Unidos    | 2019                | 0    | 0    | 0             | 0             | 0                  | 0                  | 0     | 0     |
| FC Cincinnati Estados Unidos    | Total               | 0    | 0    | 0             | 0             | 0                  | 0                  | 0     | 0     |
| Total en su carrera             | Total en su carrera | 203  | 72   | 18            | 2             | 3                  | 0                  | 223   | 73    |

## Selección nacional
Ha sido internacional con la selección de fútbol de Jamaica; A partir de 2012, frente a un partido contra la selección de fútbol de El Salvador en un encuentro donde saldría victorioso por un marcador de 2 a 0.
Su primer gol con la selección jamaicana sería en el año 2014. en un encuentro amistoso contra la selección de fútbol de Barbados, anotaría el segundo tanto para su selección. Ese mismo año jugaría la Copa del Caribe de 2014, donde se destacaría ganando la competencia y siendo el goleador de su selección con un margen de 3 tantos.

### Participaciones con la selección nacional
| Competición      | Categoría | Sede                                  | Resultado   | Partidos | Goles |
| ---------------- | --------- | ------------------------------------- | ----------- | -------- | ----- |
| Copa Caribe 2014 | Absoluta  | Jamaica                               | Campeón     | 4        | 3     |
| Copa Oro 2015    | Absoluta  | Estados Unidos · Canadá               | Subcampeón  | 6        | 2     |
| Copa Oro 2017    | Absoluta  | Estados Unidos                        | Subcampeón  | 6        | 2     |
| Copa Oro 2019    | Absoluta  | Estados Unidos · Jamaica · Costa Rica | Semifinales | 3        | 1     |

Actualizado al último partido disputado el 17 de noviembre de 2018.
| Selección | Año   | Amistoso | Amistoso | Copa América | Copa América | Copa de Oro | Copa de Oro | Copa del Caribe | Copa del Caribe | Eliminatorias | Eliminatorias | Mundial | Mundial | Total | Total |
| Selección | Año   | PJ       | G        | PJ           | G            | PJ          | G           | PJ              | G               | PJ            | G             | PJ      | G       | PJ    | G     |
| --------- | ----- | -------- | -------- | ------------ | ------------ | ----------- | ----------- | --------------- | --------------- | ------------- | ------------- | ------- | ------- | ----- | ----- |
| Jamaica   | 2012  | 1        | 0        | -            | -            | -           | -           | 3               | 0               | 1             | 0             | -       | -       | 5     | 0     |
| Jamaica   | 2013  | 2        | 0        | -            | -            | -           | -           | -               | -               | 4             | 1             | -       | -       | 6     | 1     |
| Jamaica   | 2014  | 5        | 3        | -            | -            | -           | -           | 4               | 3               | -             | -             | -       | -       | 9     | 6     |
| Jamaica   | 2015  | 2        | 2        | 2            | 0            | 5           | 2           | -               | -               | 5             | 2             | -       | -       | 11    | 6     |
| Jamaica   | 2016  | 2        | 0        | -            | -            | -           | -           | -               | -               | -             | -             | -       | -       | 2     | 0     |
| Jamaica   | 2017  | -        | -        | -            | -            | 6           | 2           | -               | -               | -             | -             | -       | -       | 6     | 2     |
| Jamaica   | 2018  | -        | -        | -            | -            | -           | -           | -               | -               | 3             | 3             | -       | -       | 3     | 3     |
| Jamaica   | Total | 11       | 5        | 2            | 0            | 11          | 4           | 7               | 3               | 13            | 6             | -       | -       | 45    | 17    |